# 송현섭
송현섭(宋鉉燮, 1937년 10월 12일 ~ 2018년 12월 5일)은 대한민국의 정치인이다. 제12·13·15대 국회의원을 지냈다.
본관은 여산이고, 전라북도 정읍 출생이며 호(號)는 우송(友松)이다.

## 경력
- 제12대 국회의원 (민주한국당)
- 제13대 국회의원 (평화민주당)
- 제15대 국회의원 (새정치국민회의)
- 대한 하키 협회장
- 한일한국인 위령탑 봉안회 회장
- 사단법인 한국효도회 명예회장
- 열린우리당 당무위원 겸 최고위원
- 대한민국헌정회 부회장
- 더불어민주당 전국노인(실버)위원장
- 더불어민주당 최고위원

## 학력
- 성균관대학교 정치학과 학사
- 고려대학교 경영대학원 경영학 석사 수료
- 일본 게이오 대학교 대학원 정치학과 정치학 석사 수료

## 역대 선거 결과
|  | 19.68% |

|  | 19.3% |

|  | 1.8% |

|  | 25.3% |